# Псалом 111
Псалом 111 (у масоретській нумерації — 112) — 111-й псалом біблійної Книги псалмів. 
Псалми 110, 111 і 118 — єдині акростичні псалми Біблії; тобто кожна 7–9 фраза починається з кожної літери єврейського алфавіту по порядку. 

## Текст
| Вірш | Гебрейська мова                                        | Давньогрецька мова (Септуаґінта)                                                                                       | Латинська мова (Вульгата)                                                                             | Українська мова (Переклад Хоменка)                                                        |
| ---- | ------------------------------------------------------ | --- | --- | ----------------------------------------------------------------------------------------- |
| 1    | הַלְלוּ-יָהּ: אַשְׁרֵי-אִישׁ, יָרֵא אֶת-יְהוָה; בְּמִצְוֺתָיו, חָפֵץ מְאֹד.      | Αλληλουια. Μακάριος ἀνὴρ ὁ φοβούμενος τὸν κύριον, ἐν ταῖς ἐντολαῖς αὐτοῦ θελήσει σφόδρα·                               | Alleluja, reversionis Aggæi et Zachariæ. [Beatus vir qui timet Dominum: in mandatis ejus volet nimis. | Алилуя. Щасливий чоловік, що Господа боїться, що в його заповідях вельми милується.       |
| 2    | גִּבּוֹר בָּאָרֶץ, יִהְיֶה זַרְעוֹ; דּוֹר יְשָׁרִים יְבֹרָךְ.                  | δυνατὸν ἐν τῇ γῇ ἔσται τὸ σπέρμα αὐτοῦ, γενεὰ εὐθείων εὐλογηθήσεται·                                                   | Potens in terra erit semen ejus; generatio rectorum benedicetur.                                      | Потомство його на землі буде потужне, рід праведників буде благословенний.                |
| 3    | הוֹן-וָעֹשֶׁר בְּבֵיתוֹ; וְצִדְקָתוֹ, עֹמֶדֶת לָעַד.                      | δόξα καὶ πλοῦτος ἐν τῷ οἴκῳ αὐτοῦ, καὶ ἡ δικαιοσύνη αὐτοῦ μένει εἰς τὸν αἰῶνα τοῦ αἰῶνος.                              | Gloria et divitiæ in domo ejus, et justitia ejus manet in sæculum sæculi.                             | Достаток і багатство буде в його домі, щедрість його триватиме повіки.                    |
| 4    | זָרַח בַּחֹשֶׁךְ אוֹר, לַיְשָׁרִים; חַנּוּן וְרַחוּם וְצַדִּיק.                | ἐξανέτειλεν ἐν σκότει φῶς τοῖς εὐθέσιν ἐλεήμων καὶ οἰκτίρμων καὶ δίκαιος.                                              | Exortum est in tenebris lumen rectis: misericors, et miserator, et justus.                            | Він світить правим в темряві, як світло, добрий, і милосердний, і справедливий.           |
| 5    | טוֹב-אִישׁ, חוֹנֵן וּמַלְוֶה; יְכַלְכֵּל דְּבָרָיו בְּמִשְׁפָּט.                | χρηστὸς ἀνὴρ ὁ οἰκτίρων καὶ κιχρῶν, οἰκονομήσει τοὺς λόγους αὐτοῦ ἐν κρίσει·                                           | Jucundus homo qui miseretur et commodat; disponet sermones suos in judicio:                           | Добре тому, що милосердний і позичає, який управляє своїми справами по правді.            |
| 6    | כִּי-לְעוֹלָם לֹא-יִמּוֹט; לְזֵכֶר עוֹלָם, יִהְיֶה צַדִּיק.                | ὅτι εἰς τὸν αἰῶνα οὐ σαλευθήσεται, εἰς μνημόσυνον αἰώνιον ἔσται δίκαιος.                                               | quia in æternum non commovebitur.                                                                     | Бо він не захитається повіки; пам'ять про праведника буде вічна.                          |
| 7    | מִשְּׁמוּעָה רָעָה, לֹא יִירָא; נָכוֹן לִבּוֹ, בָּטֻחַ בַּיהוָה.              | ἀπὸ ἀκοῆς πονηρᾶς οὐ φοβηθήσεται· ἑτοίμη ἡ καρδία αὐτοῦ ἐλπίζειν ἐπὶ κύριον.                                           | In memoria æterna erit justus; ab auditione mala non timebit. Paratum cor ejus sperare in Domino,     | Лихої чутки він лякатися не буде, серце його безпечне, довірливе у Господі.               |
| 8    | סָמוּךְ לִבּוֹ, לֹא יִירָא; עַד אֲשֶׁר-יִרְאֶה בְצָרָיו.                  | ἐστήρικται ἡ καρδία αὐτοῦ, οὐ μὴ φοβηθῇ, ἕως οὗ ἐπίδῃ ἐπὶ τοὺς ἐχθροὺς αὐτοῦ                                           | confirmatum est cor ejus; non commovebitur donec despiciat inimicos suos.                             | Серце його стійке, боятися не буде, аж поки не побачить покореними своїх ворогів.         |
| 9    | פִּזַּר, נָתַן לָאֶבְיוֹנִים-- צִדְקָתוֹ, עֹמֶדֶת לָעַד; קַרְנוֹ, תָּרוּם בְּכָבוֹד. | ἐσκόρπισεν, ἔδωκεν τοῖς πένησιν· ἡ δικαιοσύνη αὐτοῦ μένει εἰς τὸν αἰῶνα τοῦ αἰῶνος, τὸ κέρας αὐτοῦ ὑψωθήσεται ἐν δόξῃ. | Dispersit, dedit pauperibus; justitia ejus manet in sæculum sæculi: cornu ejus exaltabitur in gloria. | Він розсипає, роздає убогим; правда його триватиме повіки, ріг його підійметься у славі.  |
| 10   | רָשָׁע יִרְאֶה, וְכָעָס-- שִׁנָּיו יַחֲרֹק וְנָמָס; תַּאֲוַת רְשָׁעִים תֹּאבֵד.      | ἁμαρτωλὸς ὄψεται καὶ ὀργισθήσεται, τοὺς ὀδόντας αὐτοῦ βρύξει καὶ τακήσεται· ἐπιθυμία ἁμαρτωλῶν ἀπολεῖται.              | Peccator videbit, et irascetur; dentibus suis fremet et tabescet: desiderium peccatorum peribit.]     | Бачить те грішник і злиться, і мучиться, скрегочучи зубами; та бажання грішників пропаде. |

## Використання

### Юдаїзм
Псалом починається הַלְלוּ-יָהּ: אַשְׁרֵי-אִישׁ, יָרֵא אֶת-יְהוָה; בְּמִצְו‍ֹתָיו, חָפֵץ מְאֹד. 

### Новий Завіт
- Вірш 9 процитовано в 2 Посланні до Коринтян 9:9.[6]

### Католицька церква
У Статуті Бенедикта, встановленому 530 році, подане використання псалому на вечірні. Святий Бенедикт Нурсійський приписував читати чи співати цей псалом між псалом 110 і псалом 112 під час урочистих вечірніх у неділю.
За звичайним римським обрядом в даний час псалом 111 читають у п'яту неділю за звичайним часом. Більше того, у Літургії Годин, затвердженої у 1970 році, псалом досі читається під час вечірніх четвертого тижня в неділю та в навечір'я урочистості Богоявлення. 

## Використання у музиці
Латинський текст був подкладений на музику багатьма композиторами різних національностей, такими як Антоніо Вівальді чи Клаудіо Монтеверді. У Франції Мішель-Річард Делаланд та багато інших композиторів також використовували слова цього псалому. 
Цей текст зазвичай відомий вступною фразою «Beatus vir» (також початок псалому 1), яка включена до численних музичних композицій, таких як Клаудіо Монтеверді «Selva mora e spirituale» (1640), Вівальді «Beatus vir», третій рух Моцартового «Vesperae de Dominica» (К. 321) і «Vesperae solennes de confessore» (К. 339) та Генріка Гурецького «Beatus vir» (Opus 38, з підзаголовком псалом для баритону, великого змішаного хору та оркестру, 1979). Антоніо Сальєрі написав твір Von Antonio Salieri ist die Vertonung «Beatus vir, qui timet Dominum»  в ре мажор для двох тенорів, чотириголосого хору і оркестру. 3rd movementⓘ